# محاولة انقلاب 2014 في غامبيا
في 30 ديسمبر 2014، وقعت محاولة انقلاب عندما اندلع إطلاق نار في العاصمة الغامبية بانجول.

## خلفية
في وقت محاولة الانقلاب، كان الرئيس يحيى جامع قد هرب وكان خارج البلاد، مع اختلاف المصادر حول ما إذا كان في فرنسا أو دبي. جامع، الذي سبق أن وصل إلى السلطة في انقلاب 1994، شهد عدة محاولات انقلاب ضد نظامه، واتهمَ أحيانًا المملكة المتحدة والولايات المتحدة بالوقوف وراء هذه المحاولات. في أكتوبر 2014، قامت الولايات المتحدة بإلغاء غامبيا من أحد برامجها التجارية.

## التخطيط
في عام 2013، أقال الرئيس جامع قائد حرسه الرئاسي المقدم لامين سانيه. ثم فر سانيه إلى واشنطن العاصمة، والتقى نجاغا جاني، وهو لاجئ زميل من غامبيا وضابط سابق في الحرس الوطني في كنتاكي. سرعان ما بنى سانيه وجاني وآخرين تصورا لمؤامرة تُطيح بالرئيس جامع.
أقنع جاني شيرنو نيجي، وهو رجل أعمال غامبي من تكساس، بالمساعدة في تمويل المشروع. جند جاني أيضًا بابا فال وألاجي بوي، وغامبيين آخرين وقدامى المحاربين في الجيش الأمريكي، بالإضافة إلى العديد من الغامبيين الذين يعيشون في أوروبا. زعم بانكا مانه، وهو لاجئ غامبي آخر وصديق لسانيه، أنه سيتمكن من جمع 160 جنديًا من داخل غامبيا للمساعدة في الانقلاب.

## الأحداث
في 30 ديسمبر 2014، هاجم المسلحون الذين جندهم المتآمرون مبنى الدولة في غامبيا، المقر الرئاسي الرسمي. تعرفت وسائل الإعلام المحلية بسرعة على أنهم دخلوا البلاد من السنغال المجاورة تحت قيادة المقدم لامين سانيه. واشتبك المسلحون في نيران كثيفة مع القوات الحكومية. أغلق الجنود عدة نقاط دخول إلى المدينة، وفُرض تعتيم كامل للإذاعة والتلفزيون الحكوميين.
وتوقف القتال في وقت لاحق خلال النهار. ظلت البنوك والشركات الأخرى مغلقة، حيث عزفت الإذاعة الحكومية الموسيقى التقليدية ولم تذكر شيئًا عن أحداث الليلة. قُتل أربعة أشخاص، من بينهم سانيه ونجاغا جاني، وأصيب عدد آخر.
مع عدم قدرة المسلحين على تعزيز السيطرة، فشل الانقلاب في النهاية. عاد جامع في اليوم التالي، ثم قام بتعديل وزارته في 10 يناير.

## بعد الانقلاب
بعد فشل الانقلاب، دخل بابا فال، أحد المتآمرين المشاركين، السفارة الأمريكية في داكار بالسنغال طالبًا الحماية. ومع ذلك، تم استجوابه. في 1 يناير 2015، داهم مكتب التحقيقات الفيدرالي الأمريكي منازل في جورجيا وكنتاكي ومينيسوتا وتكساس كجزء من التحقيق في الانقلاب. في نهاية الأسبوع نفسه، داهم مكتب التحقيقات الفيدرالي أيضًا مكاتب شركة تطوير في تكساس. تم القبض على مالك شركة تكساس، تشيرنو نيجي، في مطار واشنطن دولس الدولي ووُجِّهت إليه تهمة انتهاك قانون الحياد لعام 1794. أثناء اقتحام منزل نيجي في تكساس، عثر مكتب التحقيقات الفيدرالي على بيان بعنوان «غامبيا تولد من جديد: ميثاق للانتقال من الديكتاتورية إلى الديمقراطية والتنمية»، بالإضافة إلى جدول بيانات يوضح بالتفصيل ميزانية محاولة الانقلاب التي بلغت 221 ألف دولار بتمويل من نيجي، الذي كان مليونيراً. تم توجيه الاتهام إلى فال، واعترف في النهاية. كما اتهم اثنان آخران، ألاجي بارو من ولاية تينيسي، وبنك مانه من جورجيا. كلاهما اعترف لاحقا.
كشفت صحيفة واشنطن بوست في وقت لاحق أن مكتب التحقيقات الفيدرالي قد أجرى مقابلة مع سانيه في منزله في ماريلاند وبعد ذلك أبلغ المسؤولين السنغاليين بالمؤامرة من خلال وزارة الخارجية.